# Licince
Licince (maďarsky Lice) jsou obec v okrese Revúca na Slovensku. Leží v jihozápadní části Slovenského krasu.

## Historie
První písemná zmínka o obci (pod názvem Lincha) je z roku 1243, kdy byla vyčleněna z majetku královského hradu Gemer a připadla Bubekovcům. V 18. století zde rodina Csernyusovců vlastnila železorudné doly a hamr se dvěma vysokými pecemi, které v roce 1864 od jejích dědiců odkoupil Juraj Heinzelmann a které se staly součástí Heinzelmannovy důlně-železářské společnosti v Chyžnianské Vodě. Společnost se stala pro obyvatelstvo obce hlavním zdrojem pracovní příležitosti. Kromě toho se její obyvatelé věnovali i výrobě dřevěného uhlí, hrnčířských výrobků a povoznictví (známí licinští formani). Začátkem 20. století hrnčířství a povoznictví v obci postupně zaniklo.

## Památky
- Dolní zámeček, jednopodlažní klasicistní stavba na půdorysu obdélníku s mansardovou střechou. Pochází z druhé poloviny 18. století. Interiér je zaklenut pruskými klenbami. Hlavní fasádě dominuje představený rizalit se segmentovým štítem se štukovým dekorem. Fasáda je devítiosá, členěná lizénovým rámem. Nad okny jsou dekorativní kazety s festony. U zámečku se nachází krajinářský park a hospodářské budovy z 19. století.[3]
- Horní zámeček, jednopodlažní klasicistní stavba na půdorysu písmene U s manzardovou střechou. Pochází z druhé poloviny 18. století. Zámeček je momentálně v dezolátním stavu a chátrá. Fasády jsou členěny lizénovými rámy. Východní fasádě směrem do parku dominuje rizalit s atikou, ze strany dvora je vstup řešen jako jednoosý sloupový portikus. Nad okny jsou dekorativní kazety s festony. U zámečku se nachází rozsáhlý krajinářský park.[3]

- Římskokatolický kostel sv. Mikuláše biskupa, jednolodní klasicistní stavba se segmentově ukončeným presbytářem a věží tvořící součást její hmoty. Pochází z roku 1830. Stojí na místě starší gotické stavby zmiňované v letech 1332-1337. Kostel prošel úpravami v letech 1893 a 1913. Interiér je zaklenut pruskou klenbou. Nachází se zde neogotický oltář ze začátku 20. století. Kazatelna zdobená festony je klasicistní ze začátku 19. století. Varhany na empoře jsou z období vzniku kostela. Dále se zde nachází obraz sv. Mikuláše ze začátku 19. století. Hlavní fasáda je členěna lizénami. Věž vyrůstá z mírně představaného rizalitu; je ukončena zvonovitou helmicí s laternou.[4]